# Sziki Károly
Sziki Károly névvariáns: Szíki Károly (Tiszaföldvár, 1954. április 13. –) magyar színész, rendező, színházigazgató, fotográfus, író.

## Életpályája
Tiszaföldváron született, 1954. április 13-án. A Műszaki Főiskolán 1975-ben szerzett diplomát, 1980-ban a Színház- és Filmművészeti Főiskolán. Pályáját a debreceni Csokonai Színháznál kezdte. 1987-től az egri Gárdonyi Géza Színház tagja volt. 1998-tól 2002-ig az egri Gárdonyi Géza Színház Harlekin Bábszínháza igazgatója volt.
2002-ben Varga László Polgári Teátrum néven magánszínházat alapított.
1985 óta járja műsoraival az amerikai és kanadai és magyar közösségeket. Filmeket forgat, könyveket ír. Fő területe az elszakított területek és az emigrációs magyarság.

## Színházi szerepeiből
- William Shakespeare: Hamlet... Hamlet
- William Shakespeare: Szentivánéji álom... Puck
- William Shakespeare: Vízkereszt vagy amit akartok... Bolond
- William Shakespeare: Ahogy tetszik... Próbakő
- William Shakespeare: Lear király... Bolond
- William Shakespeare: III. Richárd... Buckingham
- William Shakespeare:  Tévedések vígjátéka... Syracusai Dromio
- Molière: Tudós nők... Klitander, Henriette széptevője
- Carlo Goldoni: Csetepaté Chioggiában... Isidoro, törvényszéki jegyző
- Friedrich Schiller: Ármány és szerelem... von Kalb
- Friedrich Schiller: Haramiák... Károly
- Ruzante: Csapodár madárka... Menato, parasztlegény
- Fjodor Mihajlovics Dosztojevszkij: A Karamazov testvérek... Szmergyakov, inas
- Arthur Miller: Az ügynök halála... Biff
- Arthur Miller: A salemi boszorkányok... Proktor
- Arthur Miller: Két hétfő emléke... Bert
- Friedrich Dürrenmatt: János király... Lipót, Ausztria hercege
- Peter Weiss: Mockinpott úr kínjai és meggyógyíttatása... Mockinpott
- Eugène Ionesco: Ketten félrebeszélnek... Férfi
- Ion Luca Caragiale: Az elveszett levél... Nae Catavencu ügyvéd
- Bengt Ahlfors: Színházkomédia... Bengt
- Josef Čapek: A végzetes szerelem játéka...  Brighella
- Franz Xaver Kroetz: Felső-Ausztria... Heinz
- Franz Xaver Kroetz: A fészek... Heinz
- Christopher Fry: A síri nő, avagy az efezuszi özvegy... A színtársulat igazgatója; Tegeus, a katona
- John Arden: Gyöngyélet... Füstölthús
- Stanisław Tym: A hajó... Törköly
- Bródy Sándor: A tanítónő... Nagy István
- Heltai Jenő: A néma levente.. Tiribi
- Hegedüs Géza: Mátyás király Debrecenben... Mátyás király
- Tamási Áron: Ördögölő Józsiás... Mordiás
- Sütő András: Egy lócsiszár virágvasárnapja... Nagelschmidt
- Remenyik Zsigmond: Az atyai ház... András
- Békés Pál: New-Buda... Kossuth
- Csengey Dénes: A cella, avagy François Villon nem kerül kézre (monodráma)
- Fényes Szabolcs: Maya... Rendőrtiszt
- Csukás István: Ágacska... Berci béka

## Filmes és televíziós szerepei
- A nagyenyedi két fűzfa (1979)
- Fábián Bálint találkozása Istennel
- A kolostor
- Szeretném, ha vadalmafa lennék
- Jegor Bulicsov és a többiek (1981)
- 1956, Te csillag
- Eger, 1956 (3 rész)
- Isten, haza, hatalom és halál
- Marihuana és füstfelhő
- Ítélet előtt (1982)... Varró
- A másik ember (1982)
- Mátyás király Debrecenben (1990)
- A fekete esernyő (színházi előadás tv-felvétele, 1990)
- Csendkút (2007)
- Végítélet (2011)

## Önálló est
- Gárdonyi Géza emlékest I.
- Gárdonyi Géza emlékest II.

## Rendezéseiből
- Venczel József: Misztériumjáték
- Nagy András: A csábító naplója
- Liza Schlesinger: Csontok
- Eugène Ionesco: Ketten félrebeszélnek
- Az ország elvétetett

## Fotókiállításai
- Hamm, bekaplak Amerika...
- Gyere, lásd meg Moldvámat

## Színművei
- Sándor és Júlia
- Az eskü lefoszlik

## Könyvei
- Karácsonyi álmok (gyermekversek), 1997
- XX év a pokolban és a csillagok között. Versek; szerzői, s.l., 1998
- Nyakamon kötél. Impressziók. 50 év a pokolban és a csillagok között. 25 év Thália szekerén; magánkiadás, Eger, 2004
- Sándor és Júlia. Színpadi játék a történelem palettáján Szendrey Júlia naplója nyomán; szerzői, s.l., 1998
- Isten, haza, hatalom és halál. Válogatás 10 év interjúiból; Misztériumjáték Alapítvány, Eger, 2000
- És lészen csillagfordulás megint. Az emigráció hazatér rendezvénysorozat krónikája. 2006. október 18–november 04.; szerzői, Eger, 2007
- Tánc! Vagy lövök! (Fel)háborodott gondolatok a kordonon innen; szerzői, Eger, 2007
- Ördöglakat. Egy ember regénye, egy nemzet reménye, egy konspiráció merénye; szerzői, Eger, 2008
- Csillagokban járó. I.m. Cserey Erzsi. Visszamondó monodráma; szerzői, Eger, 2008
- Árulók. Hangosan arról, ami nekünk fontos. Tények, fikciók, impressziók; szerzői, Eger, 2009
- Laci bátyám. Kizökkent időben. A jogász, író, politikus Varga László atyai jóbarátom emlékére, aki 100 éve született; Barankovics István Alapítvány, Bp., 2010
- Rendszer váltás. Tények, ahogyan én látom, konklúziók, ahogyan én képzelem; szerzői, Eger, 2010
- Szeleczky. A száműzött legenda. Színmű 2 ciklusban, 30 képben; szerzői, Eger, 2011
- Az évszázad hangja: Széki Sándor. Széki Sándor halálának 20. évfordulója; szerzői, Eger, 2013
- Színház, szerelmem. XXX év a pokolban és a csillagok között; szerzői, Eger, 2013 + DVD
- Erzsébet és Sándor. Otthon, édes otthon én otthoni fuldoklásom. 14 stációban, 2 mennybéli tétel között. Házy Erzsébet születésének 85., Széki Sándor halálának 20. évfordulójára; szerzői, Eger, 2013
- Az elme zavar. Versek; szerzői, Eger, 2014
- Bodor Sarolta–Szíki Károly: Az akasztófa árnyékában. Ítélet Jobb László és társai perében. Abszurd-időutazás; szerzői, Eger, 2016
- Trianon halálbéke. Nemzetdráma-dráma 1.; szerzői, Eger, 2020
- Bonifác herceg és Vilmos császár. Cicázás Sir Williammel és Bonifác herceggel; szerzői, Eger, 2021
- A szabadság magvetői. A forradalom előfutárai Mezőkövesden és környezetében, 1947–1956. A 65. évfordulón emlékezés 56 nagyinterjúban, a 14 dicső nap emlékére 14 kisinterjúban és 14 fejezetben; szerzői, Eger, 2021
- Az elsáncolt falu II. Tiszaföldvár 1956; szerzői, Eger, 2021
- Az epekedés végtelen éneke. Gárdonyi Géza Ábel és Eszter regényének színpadi változata. Kétszemélyes színpadi mű; szerzői, Eger, 2022
- Kettétört kenyér – Dólya Eger, 2023[2]